# Pana de electricitate din New York City de la 13 iulie 1977
Pana de electricitate din New York City de la 13 iulie 1977 a început după ora 9:27 PM. A avut loc în noaptea de 13-14 iulie 1977; singura zonă care nu a fost acoperită de această pană de electricitate a fost South Queens, deservită de Long Island Lighting Company.
În momentul avariei, New York City consuma aproximativ 6 GW, din care doar 3 GW erau generați în limitele orașului. 
Au rămas fără curent electric nouă milioane de consumatori deserviți de compania ConEd. A durat aproximativ 36 de ore până la restabilirea completă a alimentării cu energie electrică a orașului New York.
Spre deosebire de întreruperile similare din 1965 și 2003 din această regiune, această pană de electricitate a fost limitată la New York City cu suburbiile sale imediate și a fost, de asemenea, însoțită de jafuri în masă, incendieri și alte revolte.
Criza economică din anii 1970 a dus la sărăcirea locuitorilor cartierelor "negre" din New York. Pană de curent a fost percepută de ei ca o oportunitate de a expropria proprietatea cetățenilor bogați. În cartierele centrale din Manhattan, au început jafuri în masă fără precedent. Hoții au atacat magazinele și casele locuitorilor bogați ai orașului. Pentru a distrage atenția poliției, jefuitorii au dat foc clădirilor - în oraș au fost înregistrate 1077 de incendieri în timpul penei de electricitate iar peste o sută de pompieri au fost răniți în încercarea de a le stinge. Primarul orașului a declarat stare de urgență, toți polițiștii au fost somați să se întoarcă din concediu. În timpul nopții, poliția a arestat 3.800 de persoane (potrivit unor surse mai multe), dar a fost doar o picătură în ocean: peste 100 de mii de oameni au fost implicați în aceste jafuri. În plus, cei arestați trebuiau eliberați: instanțele nu puteau face față proceselor, iar închisorile au fost supraaglomerate.

În timpul penei de electricitate din statul New York din 2003, The New York Times a publicat o descriere a penei de electricitate din 1977:
Din cauza căderii de curent, aeroporturile LaGuardia și Kennedy au fost închise timp de aproximativ opt ore, tunelurile auto au fost închise din cauza lipsei de ventilație și 4.000 de oameni au trebuit să fie evacuați din sistemul de metrou. ConEd a catalogat pana un „act al lui Dumnezeu”, înfuriindu-l pe primarul Beame, care a acuzat compania de utilități că este vinovată de „neglijență gravă”. 

## Aniversare
La 13 iulie 2019, în timpul aniversării Blackout (a evenimentelor din 1977) a avut loc o nouă pană de electricitate în Vestul Manhattanului, care a afectat 73.000 de consumatori.